# Maya Bamert
Maya Bamert (* 7. Dezember 1979 in Lachen) ist eine ehemalige Schweizer Bobfahrerin, die an den Olympischen Winterspielen 2006 in Turin teilnahm. Bamert ist mit Ivo Rüegg verheiratet, der ebenfalls ein erfolgreicher Schweizer Bobfahrer ist. Sie wurde im Jahr 2008 zur Schwyzer Sportlerin des Jahres 2007 gewählt.

## Karriere

### Olympische Winterspiele
An den Olympischen Winterspielen 2006 in Turin nahm Bamert am Wettkampf im Zweierbob teil. Zusammen mit Martina Feusi startete sie im Bob Schweiz 1 auf der olympischen Bobbahn in Cesena am 20. und 21. Februar 2006 und erreichte nach vier Wertungsläufen den achten Platz in einer Gesamtzeit von 3:52,04 min.

### Bob-Weltmeisterschaften
Bei der 53. Bob-Weltmeisterschaft 2005 in Calgary am 25. und 26. Februar 2005 startete sie mit Regula Sterki im Zweierbob. Sie erreichten den aus 20 Bobs bestehenden Finallauf und fuhren auf den 13. Platz mit einer Gesamtzeit von 3:45,43 min.
Die Teilnahme an der 54. Bob-Weltmeisterschaft 2007 in St. Moritz wurde ihr bestes Ergebnis bei einer Weltmeisterschaft. Zusammen mit ihrer aus Deutschland stammenden Mannschaftskameradin Anne Dietrich startete sie am 3. Februar 2007 im Zweierbob und belegte nach vier Wertungsläufen den fünften Platz in einer Gesamtzeit von 4:36,59 min.
Ihre letzte Teilnahme an einer Weltmeisterschaft war bei der 55. Bob-Weltmeisterschaft 2008 in Altenberg. Erneut startete sie mit Anne Dietrich im Zweierbob für die Schweiz und erreichte auf der Kunsteisbahn in Altenberg den achten Platz in einer Gesamtzeit von 3:53,85 min.

### Bob-Europameisterschaften
Maya Bamert nahm zusammen mit Anne Dietrich an der Bob-Europameisterschaft 2008 auf der olympischen Bobbahn in Cesena teil. Als Bob Schweiz 1 gingen sie am 19. Januar 2008 im Zweierbob an den Start und erreichten nach zwei Wertungsläufen den dritten Platz in einer Gesamtzeit von 1:56,09 min hinter den beiden Mannschaften aus Deutschland.

### Rücktritt
Im Jahr 2010 erklärte Maya Bamert ihren Rücktritt als professionelle Bobfahrerin.